# Järntorget, Göteborg

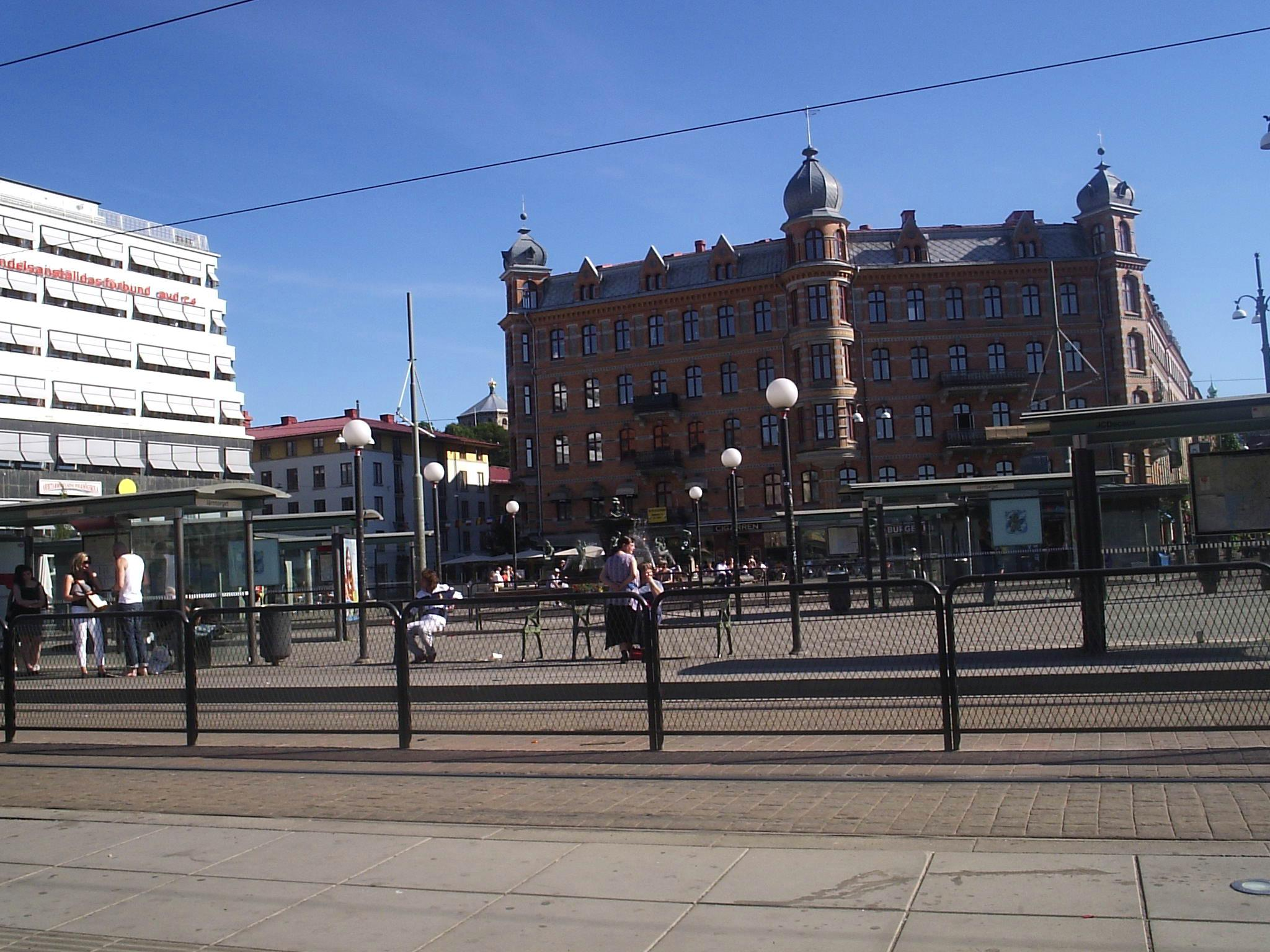
Vy söderut över Järntorget. Linnégatan går upp åt höger, i blickfånget ligger det renoverade Ny tid-huset, och vänster därom ligger Haga med Skansen Kronan i bakgrunden. Det vita huset på vänster sida ligger på Järntorgets östra sida och är tidningen Arbetets gamla redaktionshus.

Järntorget, eller Jerntorget fram till åtminstone år 1900, är ett torg i stadsdelarna Haga och Masthugget i centrala Göteborg. Det är ett av stadens viktigaste torg och en knutpunkt för kollektivtrafiken i västra delen av staden. Vid torget finns bland annat Folkets hus och flera tidigare redaktionshus för tidningar. Denna norra del av torget heter från i augusti 1986 Olof Palmes Plats.
Numera är Järntorget även en livlig del av nöjeslivet i Göteborg, i direkt anslutning till butiksgator i Haga och Masthugget. Järntorget fick sitt namn 1867 efter Nya Järnvågen, då en del av verksamheten i den närbelägna Göteborgs hamn. Fram till omkring 1902, kallades torget även Masthuggstullen, Möbeltorget och Trätorget samt Bierhalleplatsen. Fram till 1923 låg västra delen av torget i stadens Elfte Rote i Masthugget, medan den södra delen tillhörde Västra Haga.

## Placering
Torget är beläget i övergången mellan centrala och västra Göteborg. Här gränsar de olika stadsdelarna Haga, Masthugget och Pustervik till varandra. Från Järntorget utgår Första och Andra Långgatan västerut genom Masthugget och mot Majorna. Torget är en viktig knutpunkt för kollektivtrafiken. Järntorget var 1 036 kvadratmeter stort år 1900.

## Historik och namn
Mellan åren 1785 och 1892 fanns här den järnvågdär allt järn skulle vägas och kontrolleras, därav torgets namn sedan 1867. Platsen där Nya Järnvågen hade sina sex olika byggnader var längs den västra kajen vid Pustervikshamnen. Järnvågens verksamhet upphörde 31 december 1892, efter beslut av stadsfullmäktige i maj 1889 och sedan skyldigheten för exportörerna att väga järneffekter och liknande upphört redan 1864.
Historiskt var platsen innan Järntorget anlades en öppen, oreglerad plats, och tidigare möttes här Masthuggsvägen, Smala Vägen och Breda Vägen (numera "långgatorna") samt Landsvägsgatan och Nya Allén. På 1820- och 1830-talet liknade platsen närmast ett moras, med en väg som gick på den östra sidan genom den senare Järntorgsgatan och var en fortsättning av Landsvägsgatan. Vid gamla Tullen, eller Masthuggstullen, gick den in på torgets södra sida och förenades med Breda vägen, ungefär där Linnégatan nu ligger. Här mötte en tvärgata vid torgets västra sida, som ledde från Smala vägen vid Järnvågsporten. Den del av Masthuggsvägen, senare Järntorgsgatan, ledde till en gammal knaglig bro över kanalen vid Rosenlund. Bron kallades Röda bryggan innan den 1834 omlades och först fick namnet Nya vägen, senare Pusterviksvägen. Det berättas att platsen spred en olidlig stank, anlagd i sumpträsket mellan Rosenlund och Järnvägen. Först 1862, då den vidsträckta Wauxhallsträdgården lades igen vid torgets västra gräns och hörnhuset vid Andra Långgatan uppfördes, kom stenhusbebyggelsen kring torget igång. På en karta från 1816 ser man hur Djupedalsbäcken rinner fram längs nuvarande Linnégatan och fram till en damm i torgets södra del. Därefter viker den av mot torgets östra del och mynnar ut i Pusterviken. År 1782 finns ingen platsbildning eller bebyggelse på området för det blivande Järntorget.

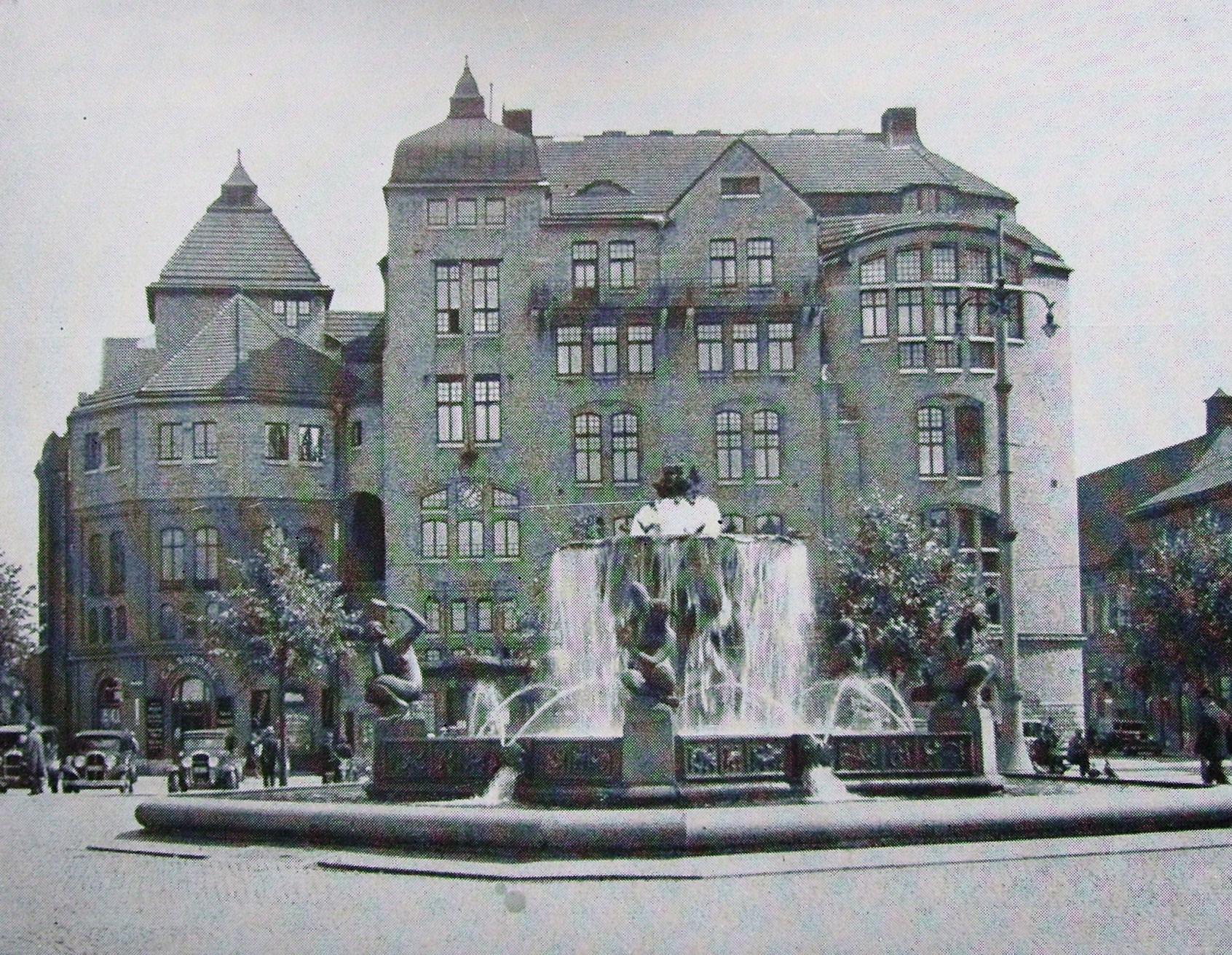
Foto åt öster med järntorgsbrunnen och det numera rivna Arbetareföreningens Hus i bakgrunden.
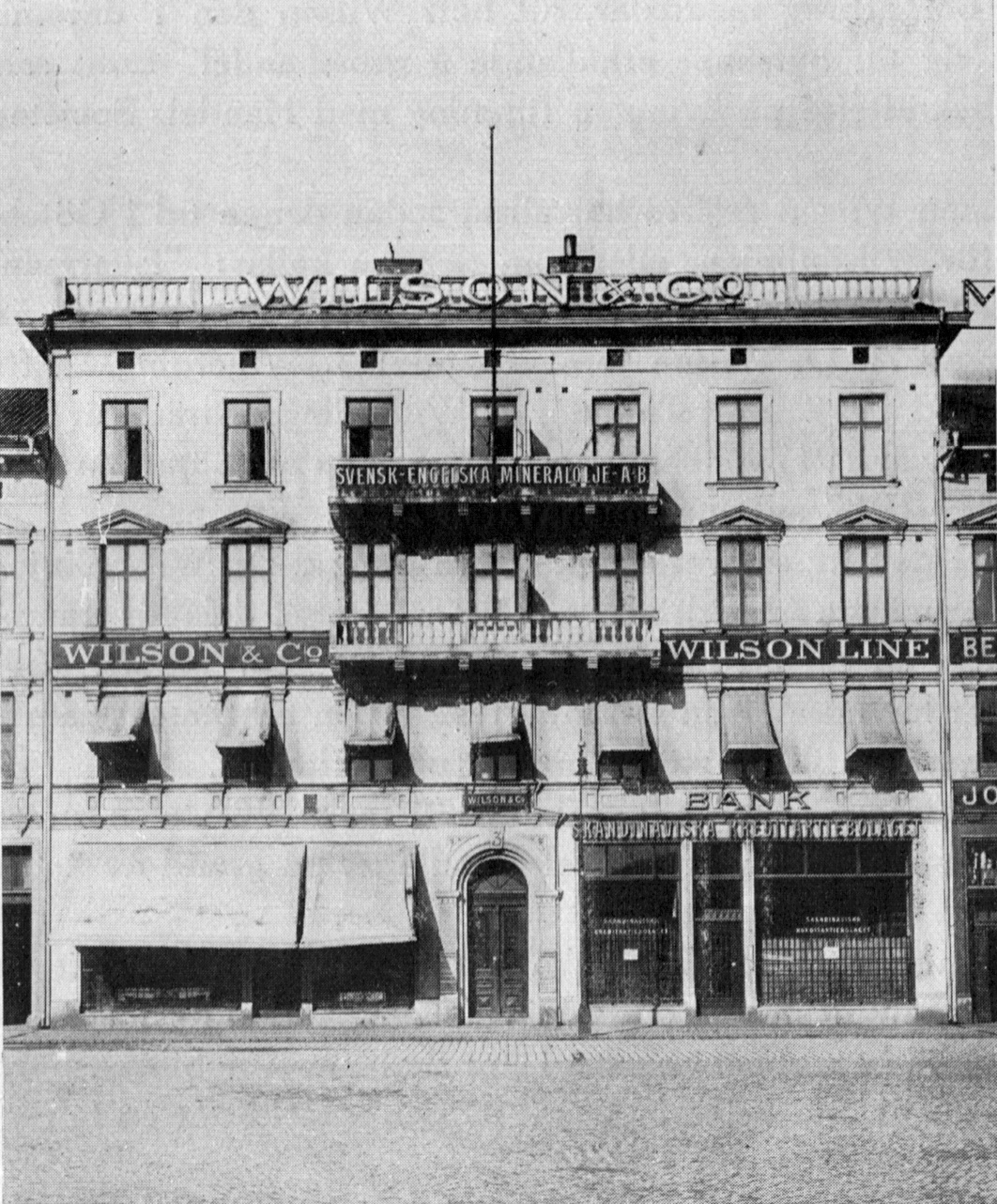
Wilson & Co:s kontor vid Järntorget 3 på 1920-talet.

I folkmun kallades platsen oftast för Masthuggstullen, efter det tullhus som låg strax sydväst om Nya Alléns mynning. Sedan tullhuset rivits i mitten av 1850-talet fick platsen heta Bierhalleplatsen, efter en på 1840-talet uppförd friluftsservering med namnet Bierhalle. Här serverades för övrigt det öl av tysk härkomst som åldermannen vid bryggeriämbetet, Johan Albrecht Pripp, börjat brygga.  
Trots namnändringen till Järntorget 1867 kallades torget av allmänheten för både Möbeltorget och Trätorget. Från år 1850, men framför allt åren 1876-1902 (då handeln flyttades till Drottningtorget) var torget en saluplats för möbler och bearbetade trävaror, vilka främst kom från de berömda lindomesnickarna. Under många år var en stor del av Göteborgs möbelförsäljning koncentrerad till trakterna kring Järntorget.
Redan i slutet av 1800-talet oroades man över torgets "nattliv, synd och nöjen," och i den konservativa tidningen Morgonposten klagade man år 1897; "Minst till sin fördel ter sig Järntorget om lördagsaftnarne och söndagarne då här samlas gerna väl frispråkiga sällskap, på väg till eller från mer eller mindre alkoholhaltiga nöjen."
De två mindre, likadana husen direkt norr om fontänen, uppfördes 1924–1925 i 1920-talsklassicism av firma Byggmästare Erik Lundin efter ritningar av arkitekt Hugo Jahnke. Det ena var en kiosk och det andra en taxistation.
Järntorgsbasaren vid torgets norra del, brinner ner den 19 april 1934 och miljonvärden går till spillo.

## Järntorget spårvagnshållplats
Järntorget trafikeras av flera spårvagnslinjer och hållplatsen öppnade 1902 samt byggdes om 1923–1924, då en vändslinga anlades. Linje 9 startade i slutet av juli 1924 och Långedragslinjen fick då sin ändhållplats vid den sydöstra sidan av torget, bland träden vid tidningen Ny tids redaktion.

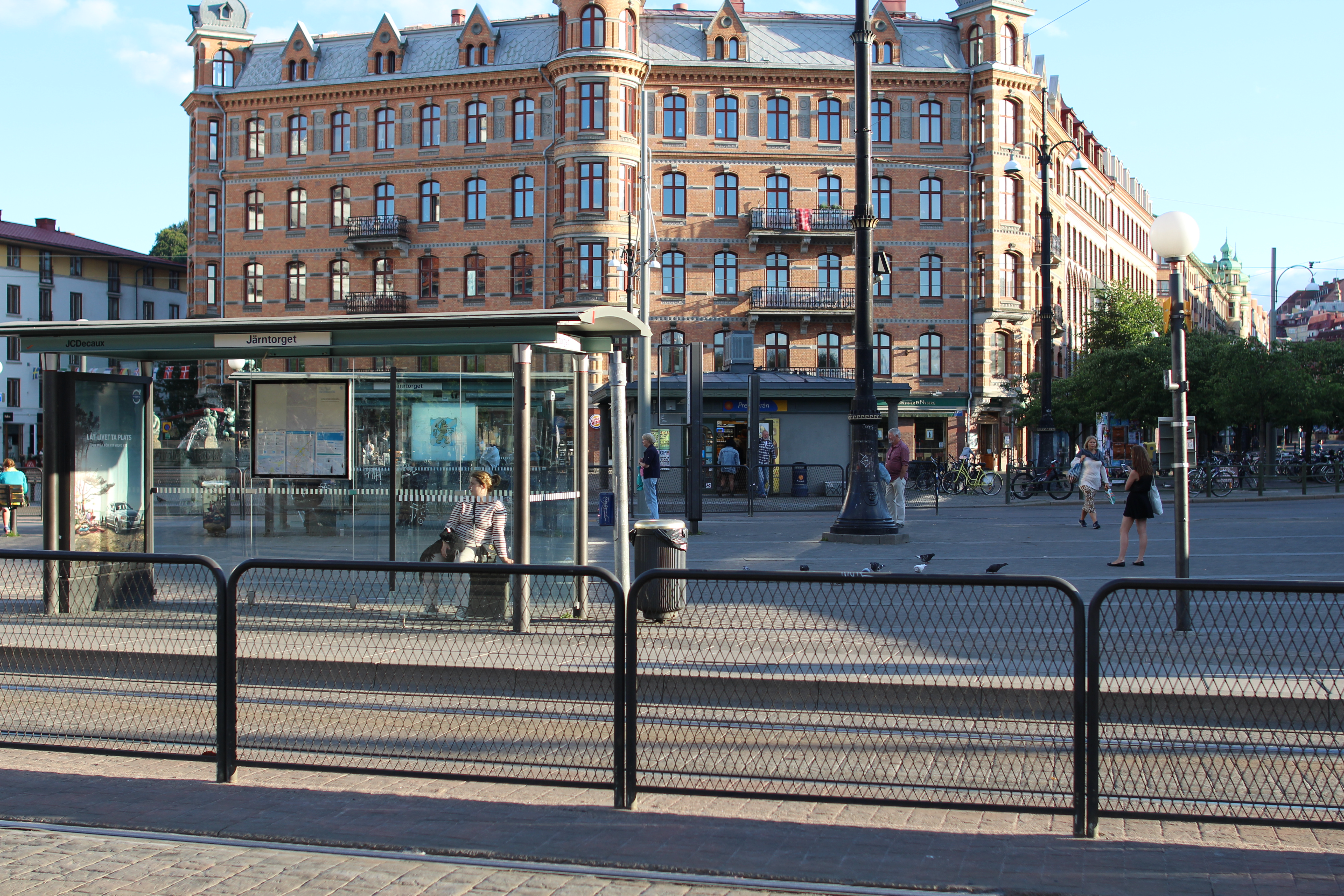
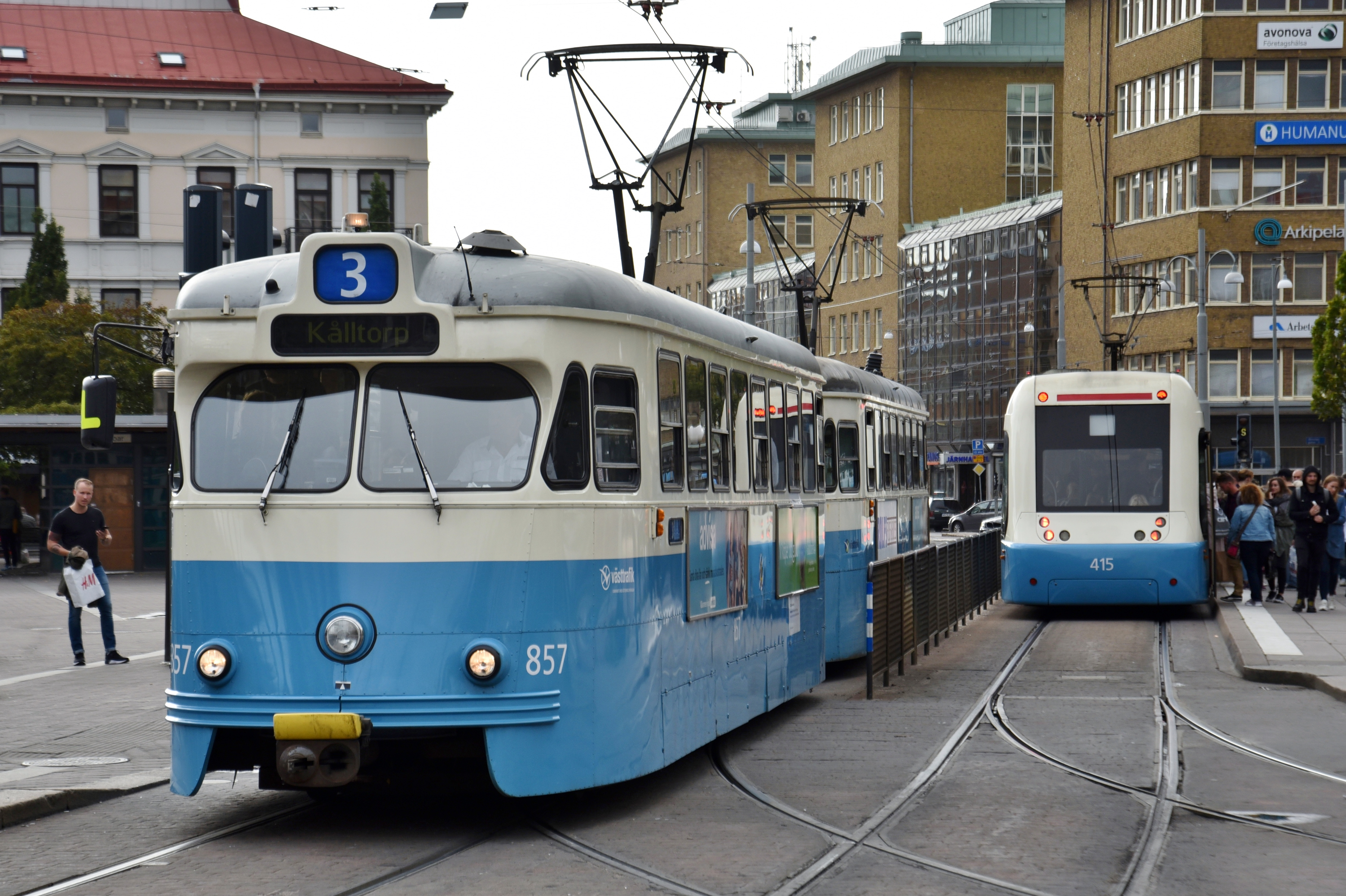
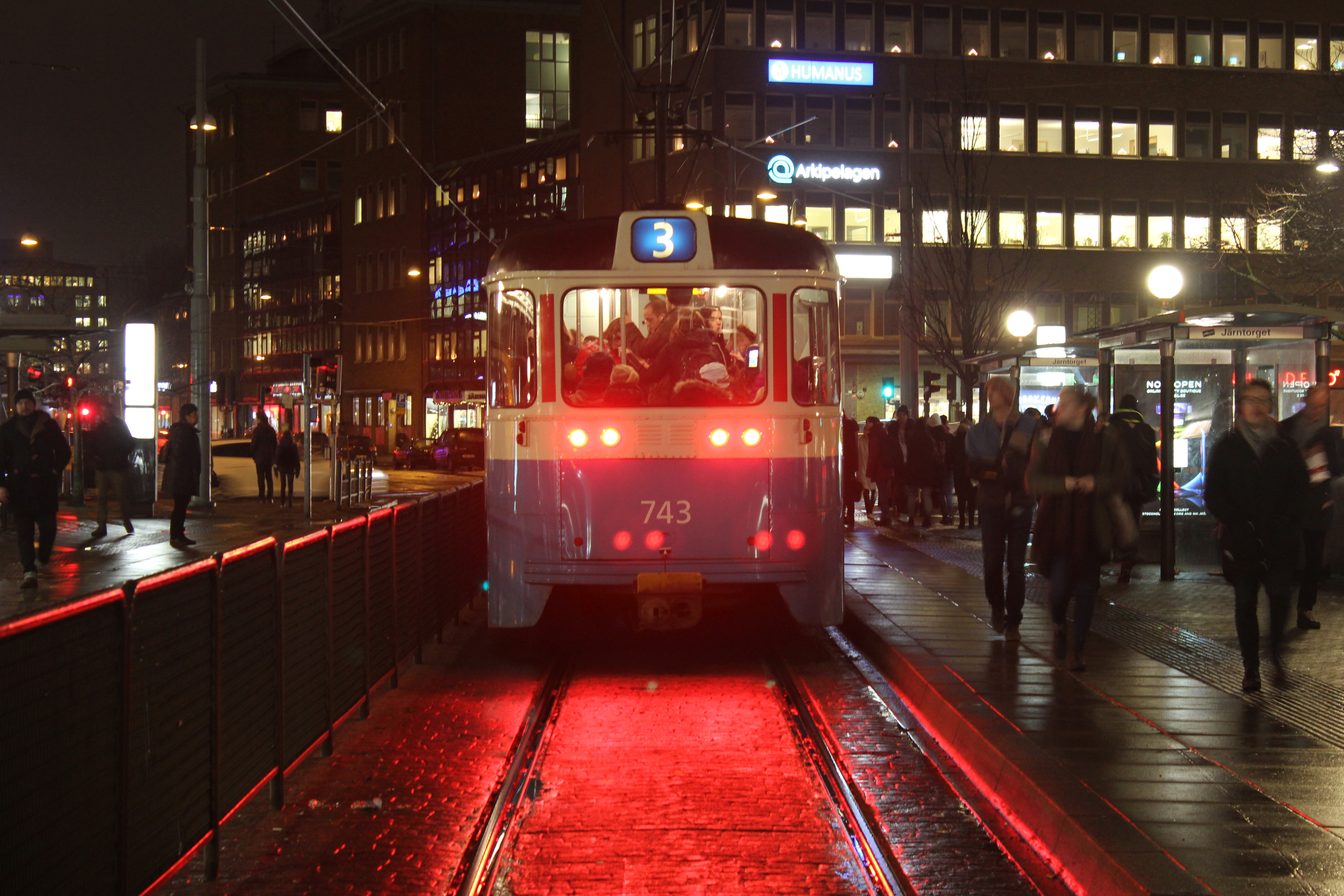

| Sidoperrong |                                      |
|             | ← Marklandsgatan Kungsten Saltholmen |
|             | Kålltorp Angered Bergsjön →          |
| Sidoperrong |                                      |

| Sidoperrong |                                  |
|             | ← Tynnered Kortedala             |
|             | Östra sjukhuset Länsmansgården → |
| Sidoperrong |                                  |

## Djupedalsbäcken
Där Linnégatan nu dragits fram rann en bäck som hette Djupedalsbäcken — namnet efter den tidigare, närbelägna fastigheten Djupedalen på Kommendantsängen. Äldsta kända namnet på vattendraget är Ryssbäcken (1624), senare Rydsbäcken, Slottsskogsbäcken eller Frigångsbäcken. Det var det vattendrag som rann genom Slottsskogen och fyllde fågeldammarna utefter dåvarande Karlsrogatan med vatten. Bäcken tog sig fram genom en nivåskillnad på 12 meter mellan Linnégatan och Järntorget. Redan 1868 övertäcktes bäckens utlopp vid Järnvågen, till en kostnad av 2 400 Riksdaler.
I slutet av år 1878 beslutades att Djupedalsbäcken skulle fyllas igen och att vattnet skulle ledas bort genom en dubbel 3 x 4,5 fot och 1 300 fot lång kulvert, som skulle mynna ut i Göta älv vid Östra Järnvågshamnen (nordväst om Järntorget). I tidningen Göteborgs-Posten kunde man den 18 juli 1879 läsa:
| ”                                 | Arbetet med bäckens uttappning och den förstnämnda kulvertens byggande är sedan någon tid nu i full gång. Från Järntorget skall framdeles en större allégata dragas inom en del av det område kulverten kommer att upptaga ut till Slottsskogsparken | „ |
| – Göteborgs-Posten, 18 juli 1879, | |   |

## Centrum för arbetarrörelsen

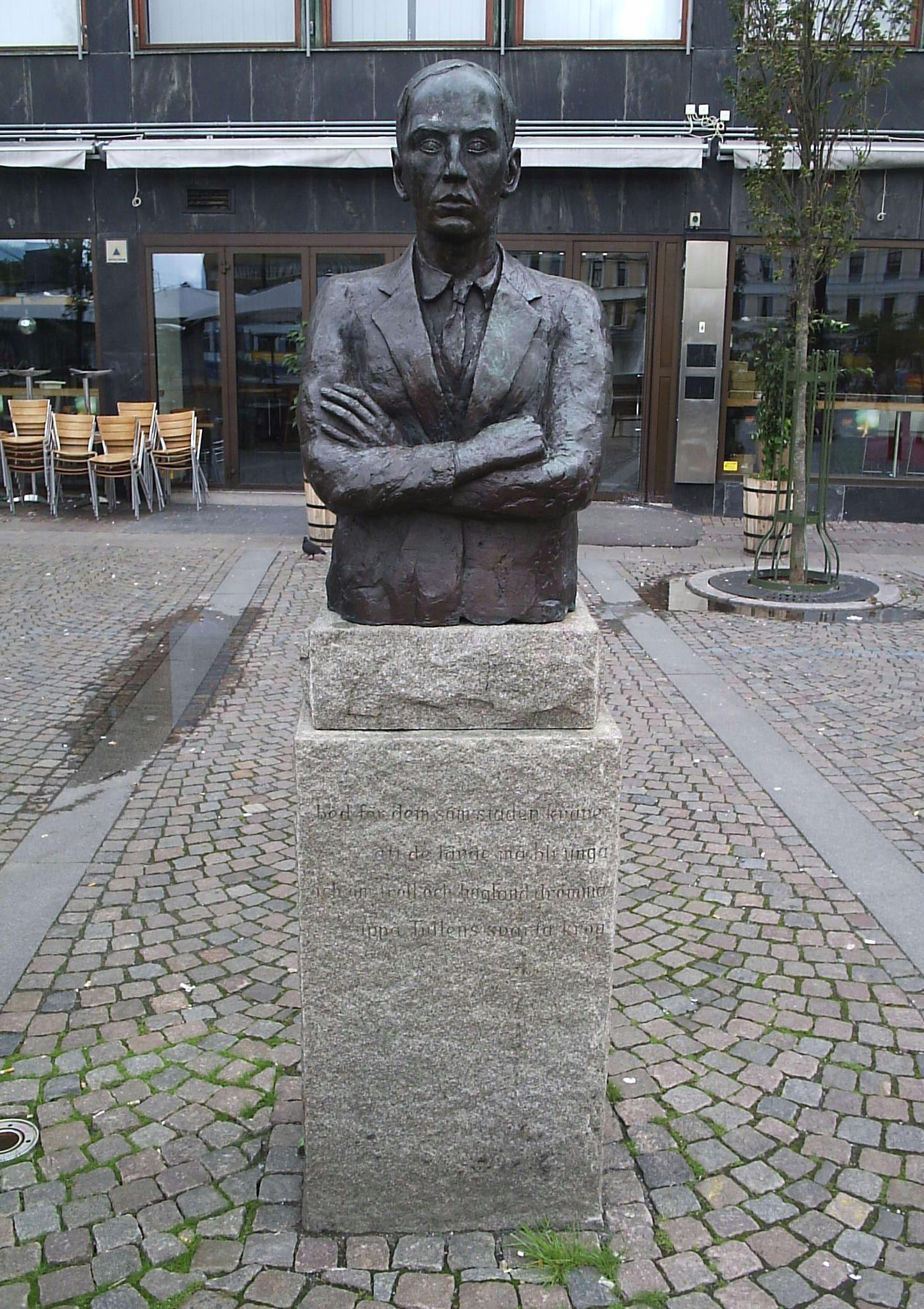
Dan Anderssons byst på Järntorget. På granitsockeln står: "Bed för dem som staden kväver att de länge må bli unga och om troll och högland drömma uppå Tullens svarta krog".

Den 19 augusti 1866 bildades Göteborgs arbetareförening, och för 25 000 kronor upplät staden hörntomten Järntorget/Södra Allégatan  till föreningens planerade byggnad. Järntorget har historiskt varit ett centrum för arbetarrörelsen. Längs torgets östra sida låg tidigare Arbetareföreningens hus, uppfört 1874, med samlingslokaler och teater. Huset byggdes ut 1909 till sitt slutliga utförande (invigdes 26 september), vilket även gav lokaler till Arbetareinstitutet, tidningen Ny Tid och senare Nya teatern. I slutet av 1940-talet flyttade arbetarrörelsen över till det nya Folkets hus på torgets norra sida, ritat av Nils Einar Eriksson och uppfört i två etapper mellan 1948 och 1956, dock officiellt invigt av dåvarande statsministern Tage Erlander den 8 februari 1952. Denna del av torget heter från den 27 augusti 1986, Olof Palmes Plats. I Folkets hus finns idag bland annat fackföreningsexpeditioner, LO, Socialdemokraterna, ABF, Folkteatern, Syndikalisterna och Göteborgs Filmfestival. Där finns också en av landets finaste biograflokaler, Draken. I källaren fanns tidigare dans- och konsertlokalen Vågen, känd bland annat från Nationalteaterns skiva Livet är en fest. I trapphuset i höghusdelen finns en svit väggmålningar av Lars Gillis, från första till åttonde våningen, med motiv från den göteborgska arbetarrörelsen. Framför huset finns byster av Hjalmar Branting och Charles Lindley samt två skulpturgrupper, varav den större skildrar brödupproret i Haga 1917 och den mindre restes till minne av Göteborgs Arbetareförenings 100-årsjubileum 1966.

## "Brända tomten"
Den 18 april 1935 vid niotiden på kvällen, utbröt en våldsam brand i 31 kvarteret Barkassen, en trähusbebyggelse norr om Järntorget. Hela det stora området av Järntorgsbasarerna som låg mellan Vägaregatan, Järntorget och Bäraregatan avbrändes så gott som fullständigt. Tomten fick därefter namnet "Brända tomten." Sjutton olika firmor hade verksamhet på tomten, och samtliga förstördes helt. Ett 70-tal brandmän bekämpade elden, som var under kontroll först på långfredagens morgon. Några brandmän skadades lindrigt. De materiella skadorna uppgick till cirka en miljon kronor. Branden hade startat i ett möbellager i hörnet av Järntorget och Järntorgsgatan. Tomten röjdes av efter ett år, och på våren 1947 påbörjades arbetet med det nya Folkets hus, efter att Byggnadsföreningen Folkets hus i Göteborg u. p. a. bildats den 31 juli 1941 av Göteborgs fackföreningar. Tomtmarken uppläts av staden den 20 februari 1943. Arkitekt Nils Einar Eriksson, fick på hösten 1944 uppdraget att rita Folkets hus. Det nio våningar höga så kallade "Fackföreningshuset" var inflyttningsklart vid årsskiftet 1948-49, och hela komplexet invigdes den 8 februari 1952. Byggnaden ersatte det gamla Folkets hus vid Skanstorget, som var i bruk 1898 till 1908.

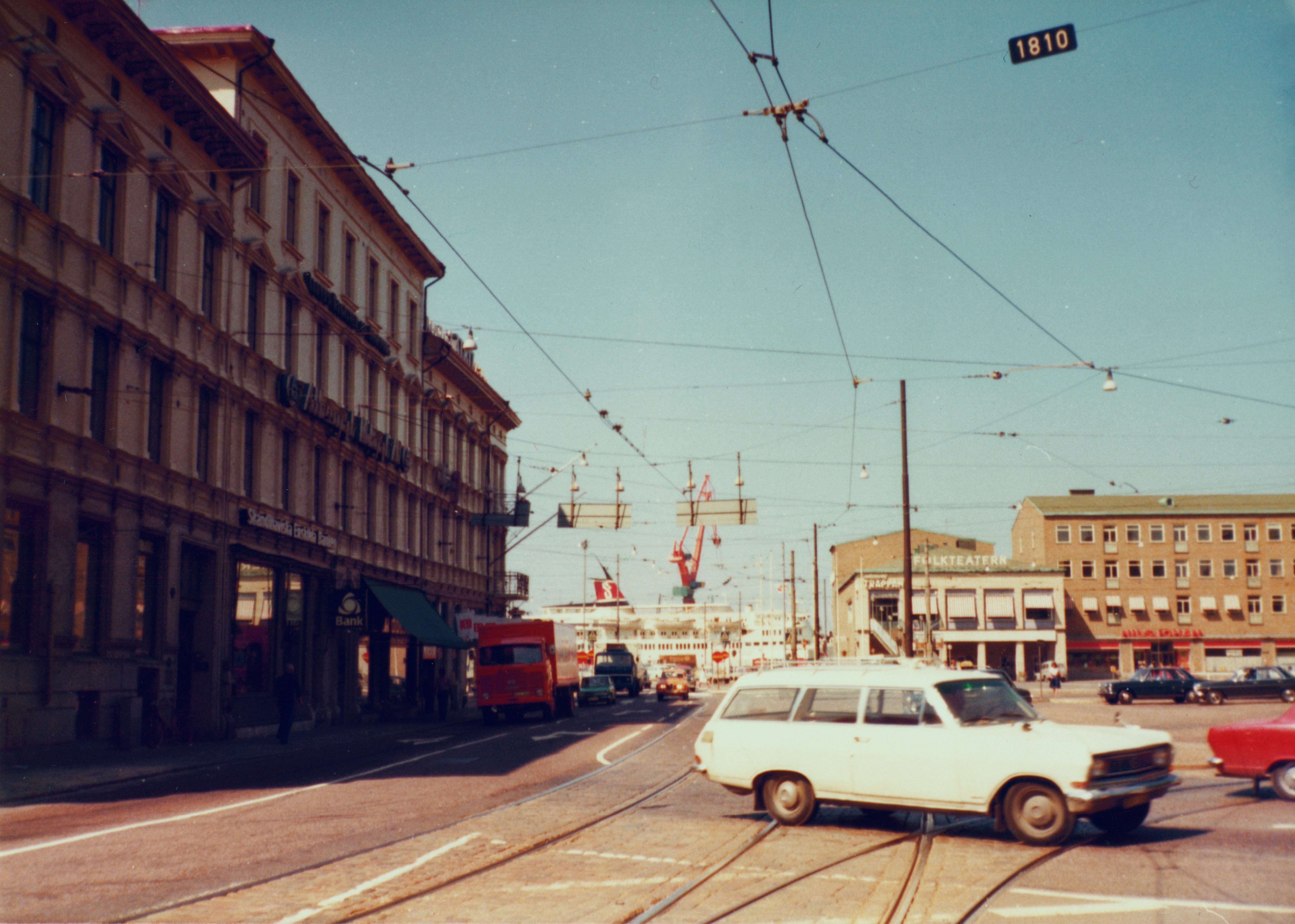
Järntorget mot hamnen 1980

Järntorgstrakten har härjats av fler storbränder: 9 juli 1910 (tre kvarter), 1915, 1917, 1920, 1924, 1934 och den 25 augusti 1947; ett pyromandåd som startade på åtta olika ställen. De 150-åriga stångjärnsmagasinen Nya verket, Kronan och Spiran, våghuset Örnen och kontorsbyggnaden förstördes.

## "Ny Tid-huset"
Tvärs över torget, på den södra sidan, ligger Louis Enders praktfulla hus i vad som kallas 1890-talsstil med lökkupoler på tornen från 1893 Huset totalrenoverades 1997 och fick då helt nya kupoler. Det kallades tidigare för "Ny Tid-huset" eftersom arbetarrörelsetidningen Ny Tid hade sina lokaler där från 1927. I hörnet mot Landsvägsgatan låg ölstugan Tullen fram till 1918 i lokaler som idag inrymmer puben Bishops Arms. Diktaren Dan Andersson, som finns som byst av Britt-Marie Jern på torget, arbetade på Ny Tid 1917-1918, och tillbringade ofta kvällarna på Tullen, som han i dikten "Avskedssång till finnmarksskalden broder Joachim" (1917) kallar "Tullens svarta krog".
År 1959 flyttade Ny Tid över i det då nybyggda huset på torgets östra sida, där Arbetareföreningens Hus tidigare låg. Aftonbladet öppnade i huset en redaktion i Göteborg 1961 med Gunnar Rosell som chef, där han bland annat var värd för ett besök av Nikita Chrusjtjov. Här fanns senare redaktionen för Arbetet Väst fram till tidningens nedläggning år 2000. Järntorgets tradition som tidningskvarter vidmakthölls dock under några år av GT, som fram till 2006 huserade på torgets västra sida men nu har flyttat till andra lokaler i staden. I det förra Arbetethuset finns idag bland annat ABF, Arbetarrörelsens folkhögskola.

## Ombyggnad år 2000

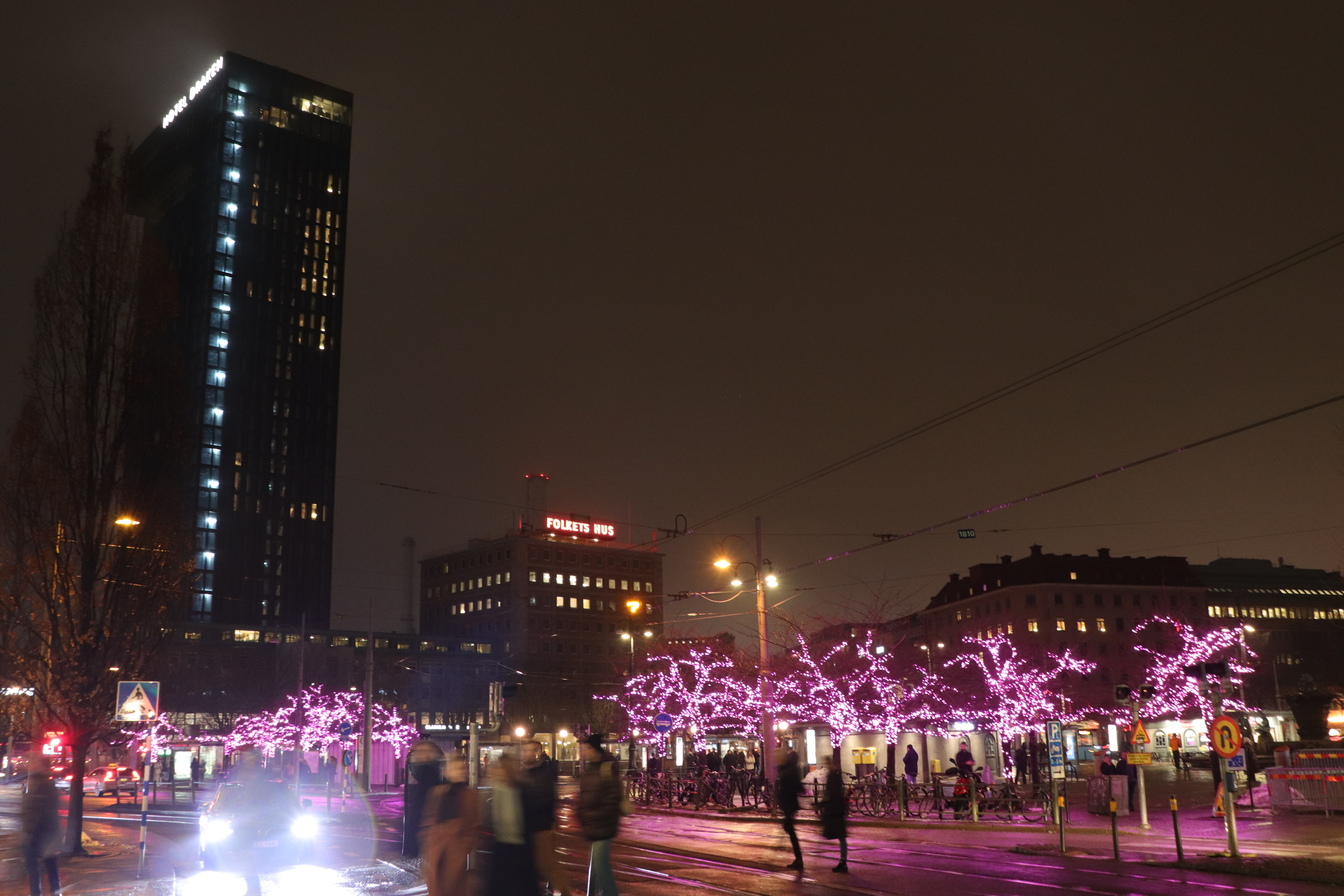
Järntorget med Hotell Draken.
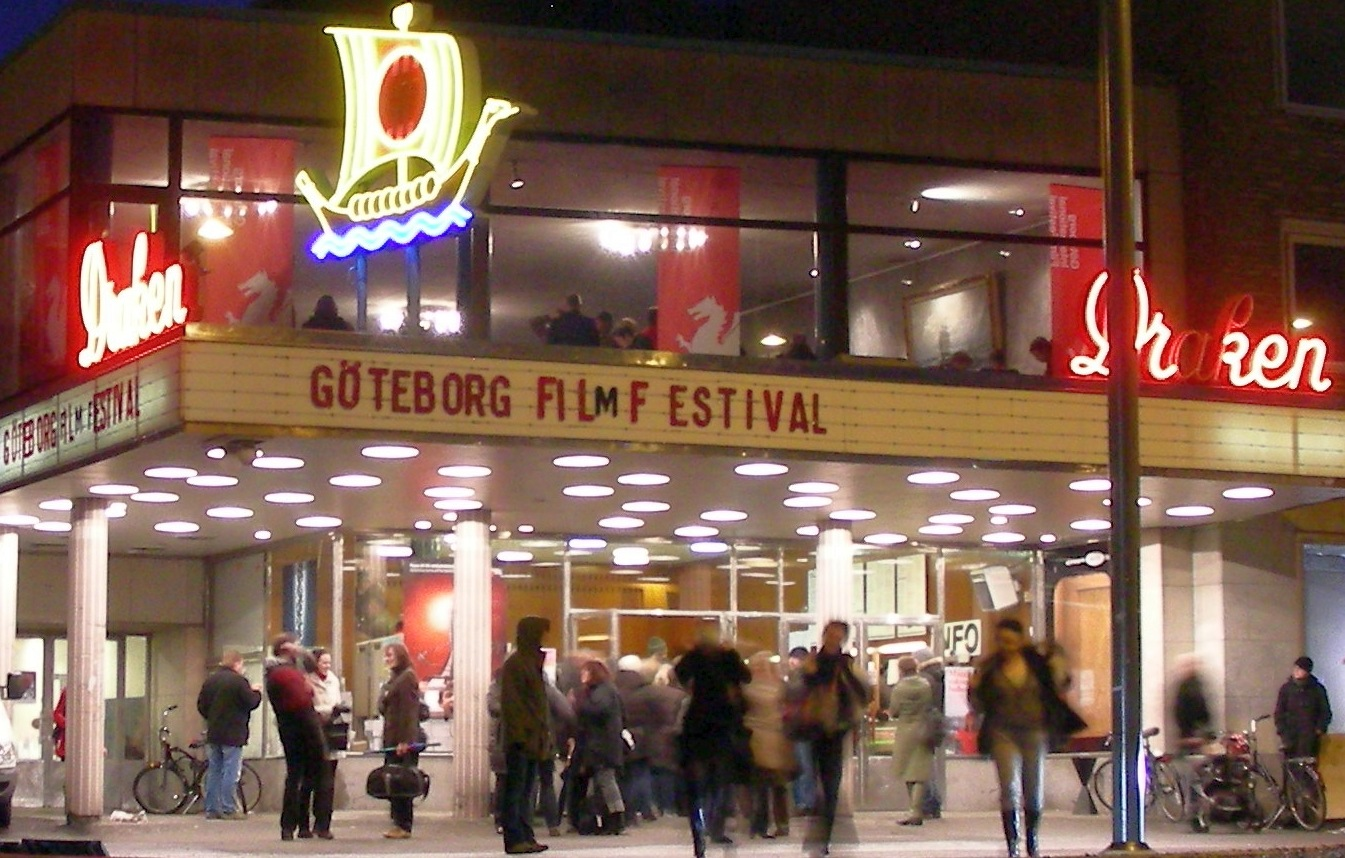
Biograf Draken
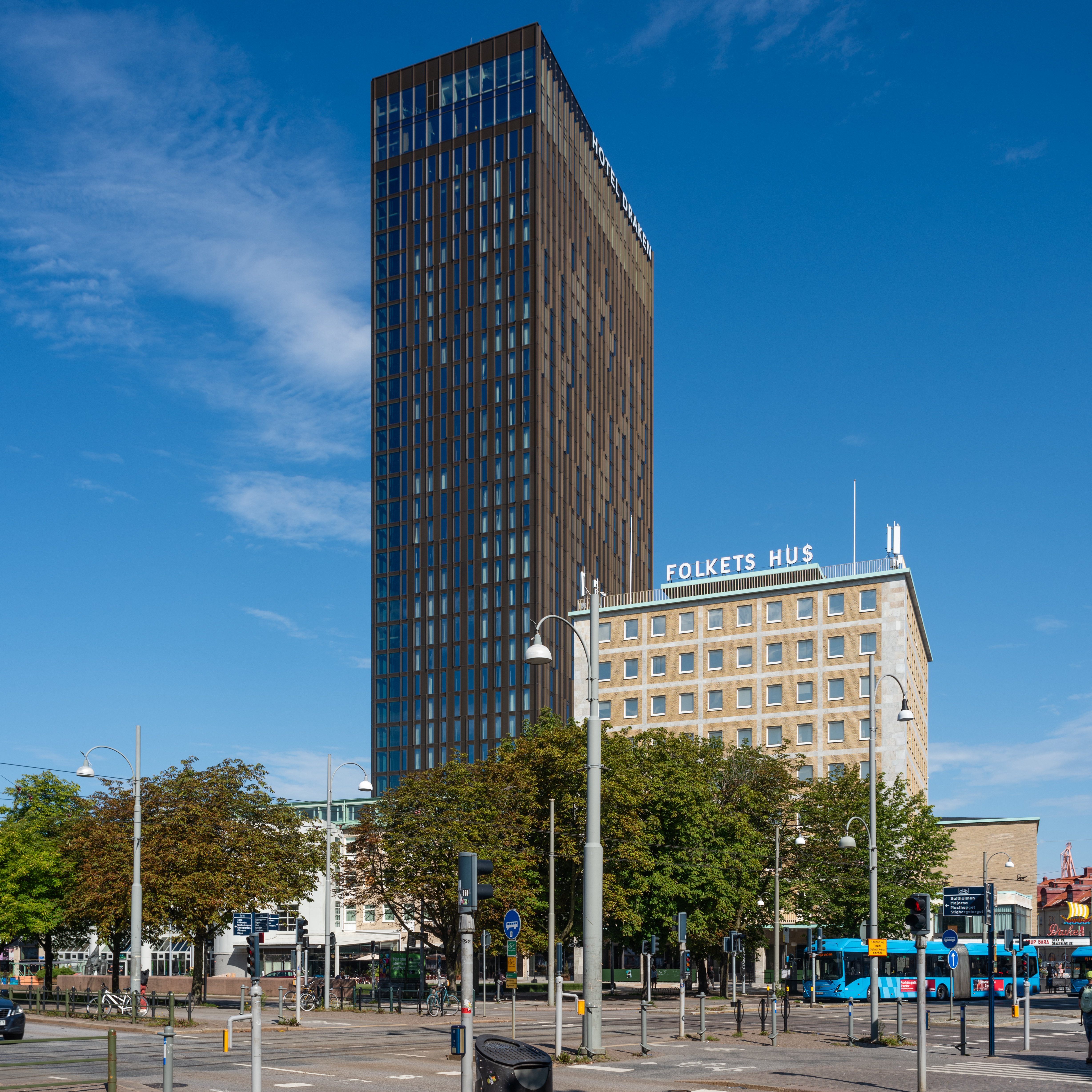
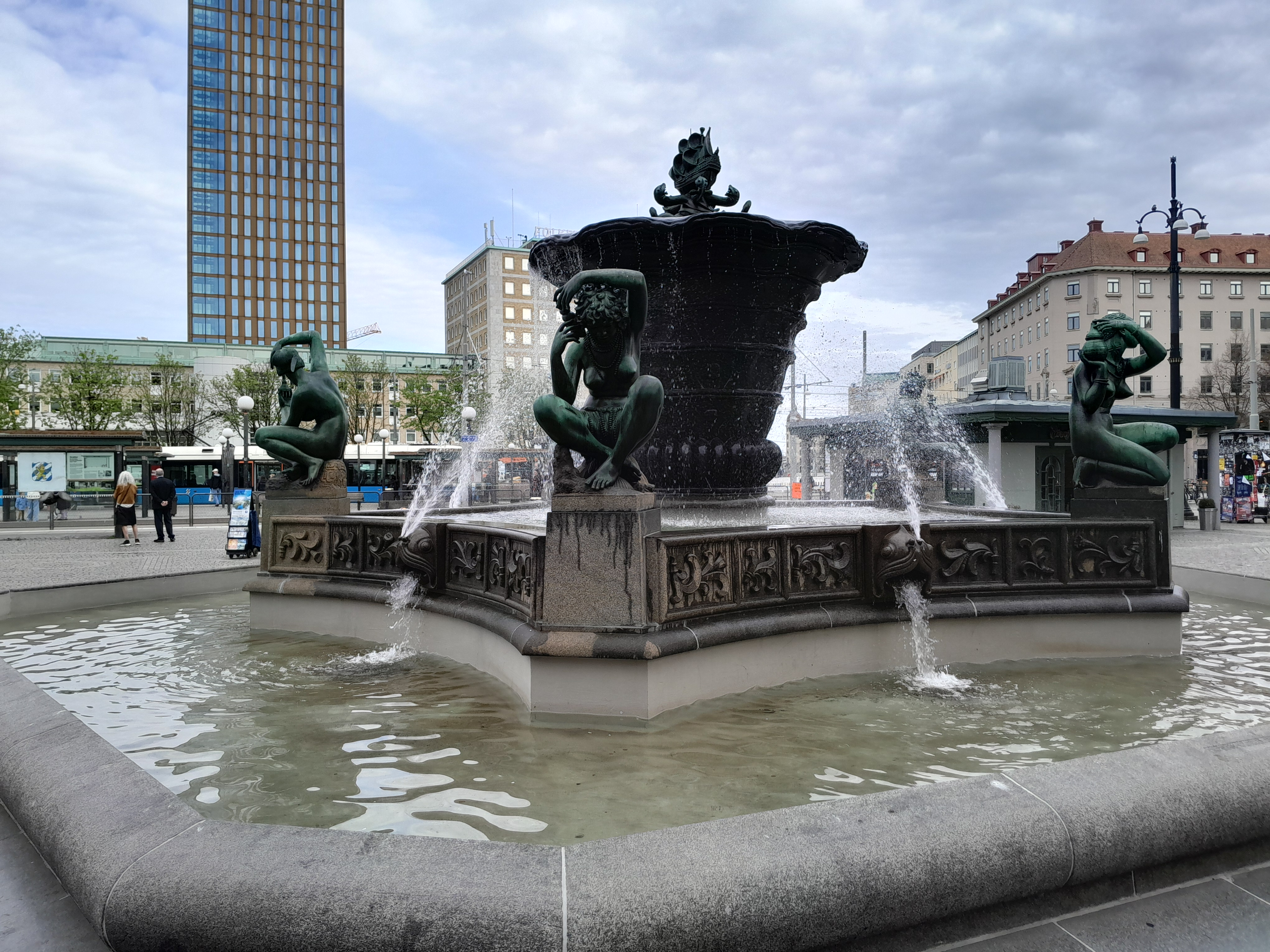

Åren 1999-2000 blev Järntorget föremål för en större ombyggnad, vilken innebar att biltrafiken utestängdes från torgets södra och östra sidor, samt att spårvägens vändslinga togs bort. Det har därefter blivit en av stadens populäraste mötesplatser med flera uteserveringar. Järntorgsområdet har under senare år också blivit ett av stadens kulturtätaste områden med ett flertal teatrar, gallerier, tidskriftsredaktioner, förlag, scener samt Clarion Hotel Draken med mera.

## Konstnärlig utsmyckning
- Charles Lindley. Byst i brons.
- Dan Andersson. Byst i brons.
- Genom arbete i arbete. Skulpturgrupp. Till minne av dem som kämpade för bröd, rättvisa och frihet. Vad de vann ärvde vi. Arvet förpliktar.
- Hjalmar Branting. Byst i brons.
- Järnbärare. Skulptur i brons med tre järnbärare.
- Järntorgsbrunnen eller De fem världsdelarna invigdes den 12 oktober 1927 och utfördes av konstnären Tore Strindberg. Fem kvinnofigurer i brons representerar världsdelarna.